# Davenport (Oklahoma)
Davenport est une ville du comté de Lincoln, dans l'État d'Oklahoma, aux États-Unis,. En 2010, elle compte une population de 814 habitants.

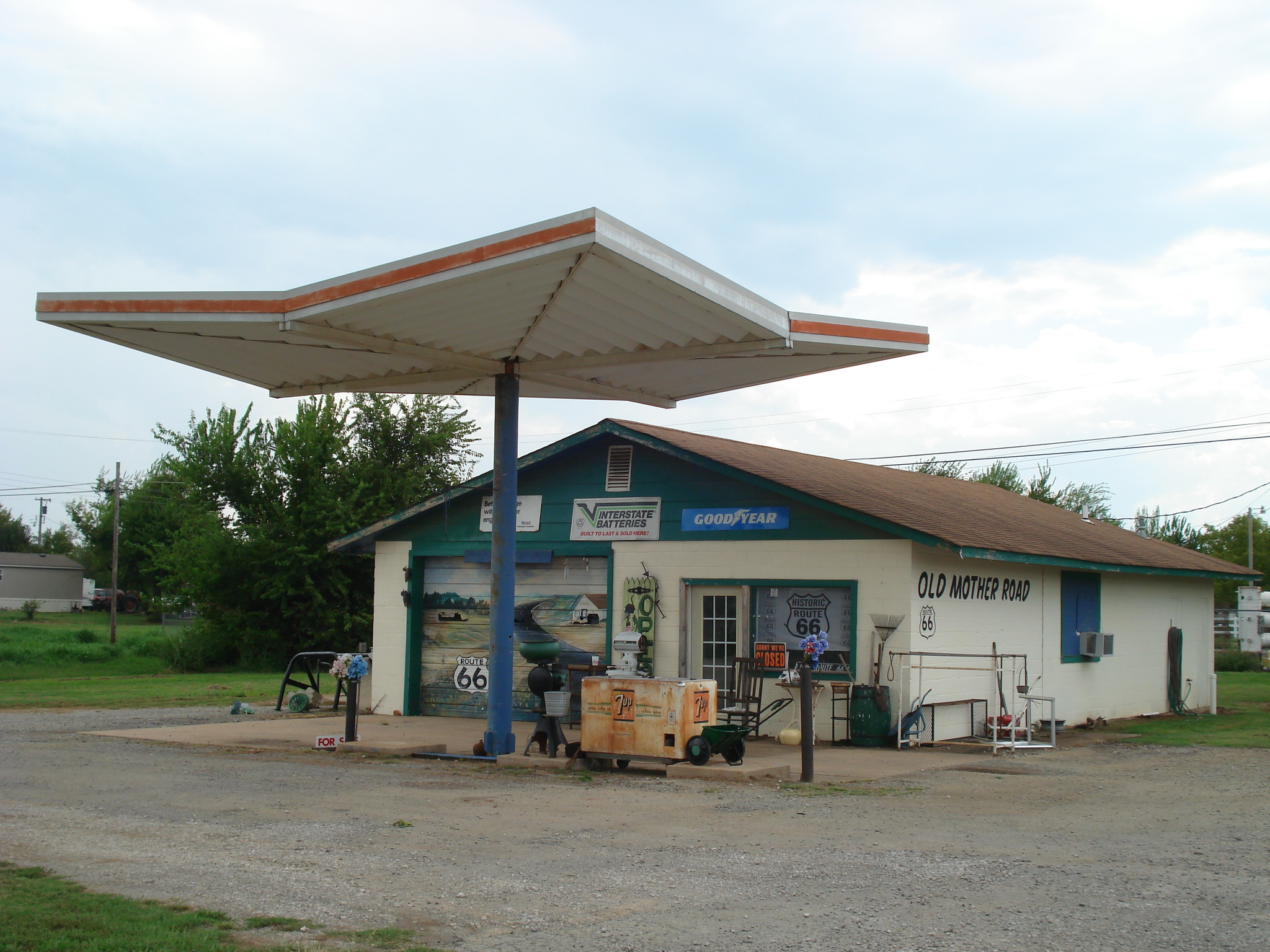
Ancienne station service à l'effigie de la U.S. Route 66.

## Démographie
Lors du recensement de 2010, la ville comptait une population de 814 habitants, tandis qu'en 2019, elle est estimée à 807 habitants.